# Georg Hoffmann (Orientalist)
Georg Hoffmann (vollständiger Name: Johann Georg Ernst Hoffmann, * 25. April 1845 in Berlin; † 18. Januar 1933 in Kiel) war ein deutscher Orientalist.

## Leben
Bereits während der Schulzeit beschäftigte sich Hoffmann mit den orientalischen Sprachen. An der „Veitel Heine Ephraimschen Lehranstalt“ lernte Hoffmann Hebräisch. Ab 1864 studierte er Klassische Philologie und Semitische Sprachen in Berlin und Leipzig. Nach der Promotion zum Dr. phil. (1868) ging er an die Universität Göttingen, um seine Studien bei Paul de Lagarde zu vertiefen. Im Winter 1869/1870 unternahm er eine längere Forschungsreise nach England, um syrische und arabische Handschriften zu untersuchen. Am 14. Juni 1870 habilitierte er sich in Göttingen.
Bereits 1872 erhielt Hoffmann einen Ruf auf den Lehrstuhl für Orientalische Sprachen an der Universität Kiel (als Nachfolger seines älteren Kollegen und Freundes Theodor Nöldeke). Er nahm ihn an und wurde am 17. Juni 1872 mit Wirkung zum 1. Oktober zum ordentlichen Professor ernannt. In Kiel blieb Hoffmann den Rest seines Lebens in Forschung und Lehre tätig. Bis 1880 war er Mitglied der Deutschen Morgenländischen Gesellschaft. 1881 wurde er zum korrespondierenden Mitglied der Göttinger Gesellschaft der Wissenschaften ernannt, 1893 zum korrespondierenden Mitglied der Akademie der Wissenschaften zu St. Petersburg. Am 1. April 1911 wurde er emeritiert. Am 17. Juni 1922 erhielt er anlässlich seines 50-jährigen Professorenjubiläums die theologische Ehrendoktorwürde der Universität Kiel.
In seiner Lehrtätigkeit vertrat Hoffmann den gesamten Bereich der Orientalistik mit Ausnahme des Sanskrit. Er gab zahlreiche syrische und aramäische Texte mit Übersetzungen und Erläuterungen heraus.
Seine Tochter, die Malerin Gisela, war mit dem Dermatologen Viktor Klingmüller verheiratet.

## Schriften (Auswahl)
- De Hermeneuticis apud Syros. Berlin 1868 (Dissertation)
- De Hermeneuticis apud Syros Aristoteleis, adiectis textibus et glossario. Leipzig 1869 (erweiterte Dissertation)
- Verhandlungen der Kirchenversammlung zu Ephesus am 22. August 449 aus einer syrischen Handschrift vom Jahre 535 übersetzt. Kiel 1873
- Syrisch-arabische Glossen. Band 1: Autographie einer Gothaischen Handschrift enthalten Bar Ali’s Lexikon von Alaf bis Mim. Kiel 1874
- Julianos der Abtrünnige. Syrische Erzählungen. Leiden 1880
- Auszüge aus syrischen Akten persischer Märtyrer. Übersetzt und durch Untersuchungen zur historischen Topographie erläutert. Leipzig 1880
- Opuscula Nestoriana syriace tradidit. Kiel 1880
- Über einige phönikische Inschriften. Leipzig 1890
- Hiob. Kiel 1891
- Aramäische Inschriften aus Nêrab bei Aleppo: Neue und alte Götter. In: Zeitschrift für Assyriologie und Vorderasiatische Archäologie. Band 11 (1896), S. 207–292